# Горка (Матигорское сельское поселение, Верхнематигорский сельсовет)
Горка — деревня в Холмогорском районе Архангельской области.

## География
Находится в центральной части Архангельской области на расстоянии приблизительно 5 км на юг-юго-восток по прямой от районного центра села Холмогоры на левобережье Северной Двины.

## История
В 1905 году здесь (тогда деревня Холмогорского уезда Архангельской губернии) было учтено 29 дворов. До 2022 года входила в Матигорское сельское поселение до его упразднения.

## Население
Численность населения: 239 человек (1905 год), 93 в 2010.